# 1558 a tudományban
Az 1558. év a tudományban és a technikában.

## Események
- február 22. – Jéna egyetemének megnyitása
- Georgius Agricola: A bányászatról és kohászatról

## Születések
- Olivier van Noort, holland utazó

## Halálozások
- Robert Recorde fizikus, matematikus (* kb 1510)